# TMF (Países Baixos)
The Music Factory (conhecido internacionalmente através da sigla TMF) foi uma rede de televisão comercial fechada neerlandesa fundada em 1 de maio de 1995 como parte da ViacomCBS Networks International. Inicialmente referida como TMF6, seu conteúdo era focado em música e exibição de videoclipes, com uma proposta inicial para concorrer diretamente contra a MTV dentro do território dos Países Baixos. O sucesso de seu formato fez com que fosse lançado sob o mesmo título em outros países como a Bélgica, Reino Unido e na Austrália. O reflexo de sua influência como emissora direcionada à música foi observado com a criação do TMF Awards, cerimônia anual estabelecida em Amsterdã, destinada à celebrar e honrar os maiores êxitos da música popular nacional e internacional no país. Em 2008, a emissora passou por um declínio na audiência e foi extinta em 2011.